# Resolutie 2 Veiligheidsraad Verenigde Naties
Resolutie 2 van de Veiligheidsraad van de Verenigde Naties was de tweede resolutie van de VN-Veiligheidsraad en werd unaniem aangenomen op de vijfde vergadering van de raad eind januari 1946.

## Achtergrond
In 1941 bezette de Sovjet-Unie samen met Groot-Brittannië Iran omdat de sjah van dat land ervan verdacht werd pro-Nazi-Duitsland te zijn. Het land werd in tweeën gedeeld en de Sovjet-Unie kreeg de controle over de noordelijke bezettingszone.
In januari 1946 riep het Koerdische volk de Republiek Mahabad uit in het noordwesten van Iran. Deze staat stond onder de bescherming van de Sovjet-Unie.

## Inhoud
De Veiligheidsraad had tijdens zijn bijeenkomsten van 28 en 30 januari 1946 de verklaringen van de vertegenwoordigers van de Sovjet-Unie en Iran aangehoord, en kennisgenomen van de documenten die de delegaties van beide landen hadden voorgelegd en van die waarnaar in de mondelinge debatten werd verwezen. De Raad bemerkte dat beide partijen zich bereid hadden verklaard om de zaak in de nabije toekomst via onderhandelingen op te lossen. Aan de partijen werd gevraagd om de Raad te informeren over de resultaten van de onderhandelingen. De Raad behield zich in de tussentijd het recht voor om te allen tijde naar het verloop van de onderhandelingen te informeren.
Lijst ·  1 ·  2 ·  3 ·  4 ·  5 ·  6 ·  7 ·  8 ·  9 ·  10 ·  11 ·  12 ·  13 ·  14 ·  15